# Нио (пещера)
Пещера Нио́ находится в Пиренеях в коммуне Ньо департамента Арьеж, Франция. Является частью более обширной геологической системы, включающей пещеры Sabart и Lombrives, расположенные в холме Cap de la Lesse de Bialac. Пещера состоит из множества рукавов и камер общей протяжённостью более 14 километров. Особую ценность представляют археологические находки в разных частях пещеры — наскальные рисунки, тщательно выполненные в чёрном стиле, характерном для классической мадленской культуры. Считается, что рисунки выполнены в период 11 500-10 500 гг. до н. э.

## История изучения
С 1906 года пещера изучалась археологами Анри Брейлем и Эмилем Картальяком.
Классифицируется как исторический памятник Франции с 13 июля 1911 года
При входе в пещеру располагается выставка фотографий, посвящённых истории пещеры начиная с XIX века. Экскурсии в пещеру производятся небольшими группами до 25 человек, чтобы сохранить ее уникальный микроклимат. Освещение внутри пещер осуществляется при помощи переносных ламп, которые выдаются посетителям. Имеется «Чёрная комната» со множеством наскальных рисунков бизонов, коз и оленей.